# Горячкин, Владимир Ильич
Владимир Ильич Горячкин (род. 29 июня (2 июля) 1937) — советский государственный и партийный деятель. Председатель Мурманского горисполкома (1984—1989). Почётный гражданин города-героя Мурманска (2006).

## Биография
Родился 29 июня (2 июля) 1937 года в деревне Болотниково, ныне Ржаксинского района Тамбовской области. На момент начала Великой Отечественной войны его семья проживала в Мурманске, в 1941 году её эвакуировали обратно в Тамбовскую область, где проживали родители отца. В октябре 1942 года отец семейства погиб в боях с финнами за станцию Масельгская. После этого Владимир с матерью и двумя младшими сёстрами отправились в Мурманск по железной дороге, но были вынуждены осесть в соседнем городе Кировск — так как областной центр ещё бомбила немецкая авиация.
В 1959 году окончил Архангельский лесотехнический институт, после чего работал в тресте «Апатитстрой»: мастер, прораб, начальник участка, зам. начальника управления.
В 1963 году перешёл на комсомольскую и партийную работу в Кировске, с 1965 года — вновь в тресте «Апатитстрой». В 1969 году заочно окончил Ленинградский инженерно-строительный институт.
С 1973 года — на партийной работе в Мурманске, в 1979—1984 годах — заведующий отделом строительства Мурманского обкома КПСС.
С 11 января 1984 года по 29 января 1989 года — председатель Мурманского горисполкома. С 1989 по 1993 годы был заместителем председателя областного совета, занимал этот пост вплоть до ликвидации системы Советов в 1993 году. Затем работал в Федеральном казначействе в Мурманске, был председателем Региональной общественной организации Союза городов-героев «Город-герой Мурманск».
С 2000 года — на пенсии. Является почётным президентом Мурманской областной федерации по боксу.

## Семья
Отец: Горячкин Илья Алексеевич.
Две младших сестры — Римма (род. 1939) и Людмила (род. 1942).
Дядя (брат отца): Горячкин Петерим Алексеевич.
Тетя (сестра отца): Горячкина Василиса Алексеевна. В замужестве Яськова — муж Яськов Алексей Михайлович.

## Память
С 1999 года в Мурманске проводится юношеский турнир по боксу на призы Горячкина.

## Сочинения
- Горячкин В. И. Это наша с тобою судьба, это наша с тобой биография: о времени и о себе. — Мурманск, 2007.
- Горячкин В. И. О времени и о себе // Наука и образование. 2008. № 9.